# Cycloplasis panicifoliella
Cycloplasis panicifoliella is een vlinder uit de familie van de roestmotten (Heliodinidae). De wetenschappelijke naam van de soort is voor het eerst geldig gepubliceerd in 1864 door Brackenridge Clemens.
De larven zijn mineerders in de bladeren van Panicum clandestinum (=Dichanthelium clandestinum, een soort vingergras uit Noord-Amerika). Wanneer de larve volgroeid is snijdt ze een rond stuk uit de bovenste cuticula van het blad, rolt dat om zich heen en laat zich in deze cocon op de bodem vallen om te verpoppen.